# Samsung Galaxy Z Flip 4
Samsung Galaxy Z Flip 4 – składany smartfon z systemem Android południowokoreańskiej firmy Samsung z serii Samsung Galaxy. Telefon został zaprezentowany w sierpniu 2022 roku jako następca Samsunga Galaxy Z Flip 3. 

## Specyfikacje
Samsung Galaxy Z Flip 4 został wyposażony w system operacyjny Android 12. Urządzenie ma 8 GB pamięci RAM oraz 128, 256 lub 512 GB pamięci wewnętrznej telefonu. Galaxy Z Flip 4 został wyposażony w ośmiordzeniowy procesor Qualcomm Snapdragon 8+ oraz baterię o pojemności 3700 mAh. Smartfon zawiera 3 aparaty, dwa tylne 12-megapikselowe oraz jeden 10-megapikselowy aparat przedni. Ekran telefonu ma przekątną 6,7 cala. Wymiary urządzenia to 165,20 x 71,90 x 6,90 mm, a jego masa wynosi 187 g.

## Galeria

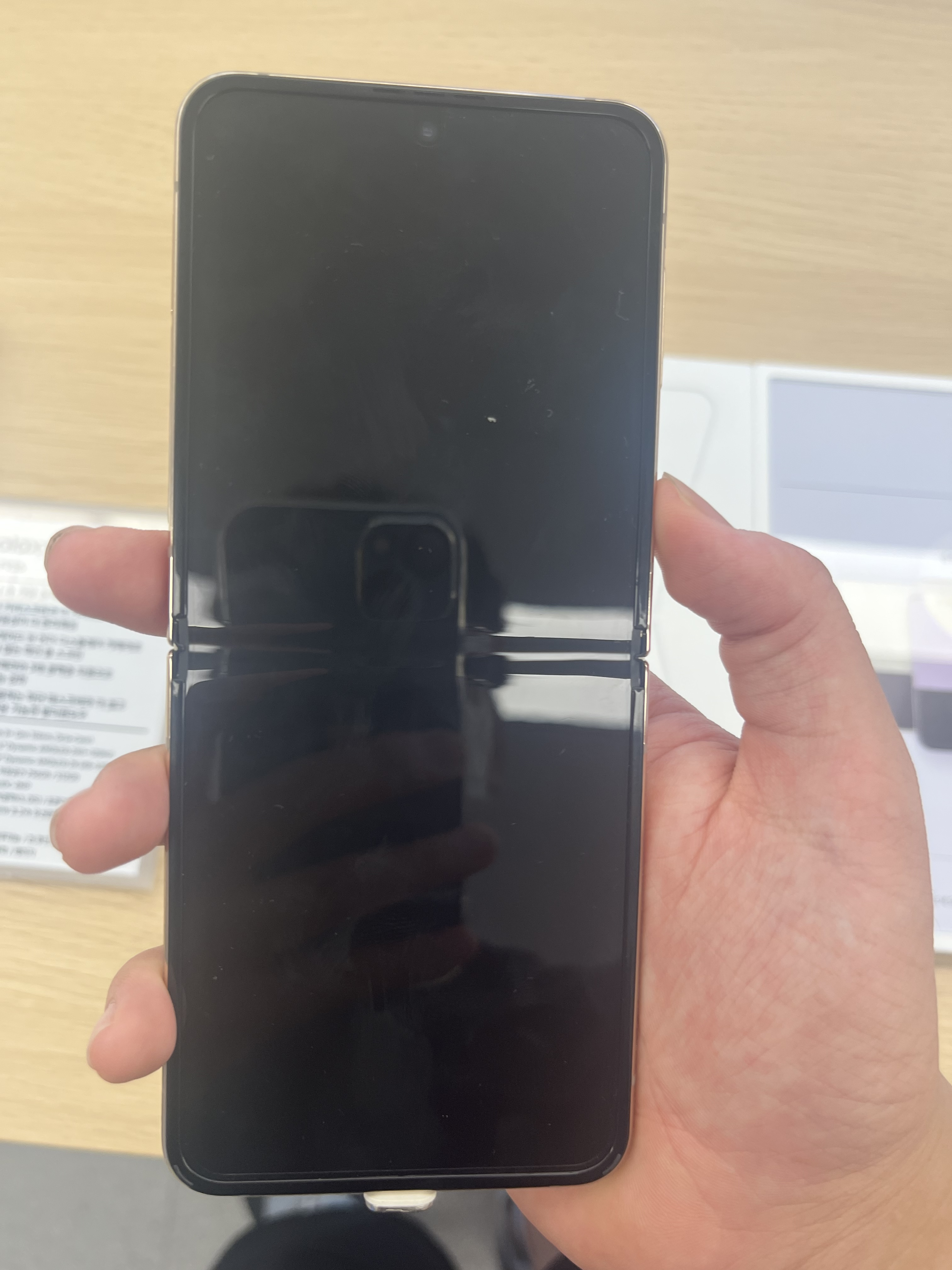
Rozłożony telefon
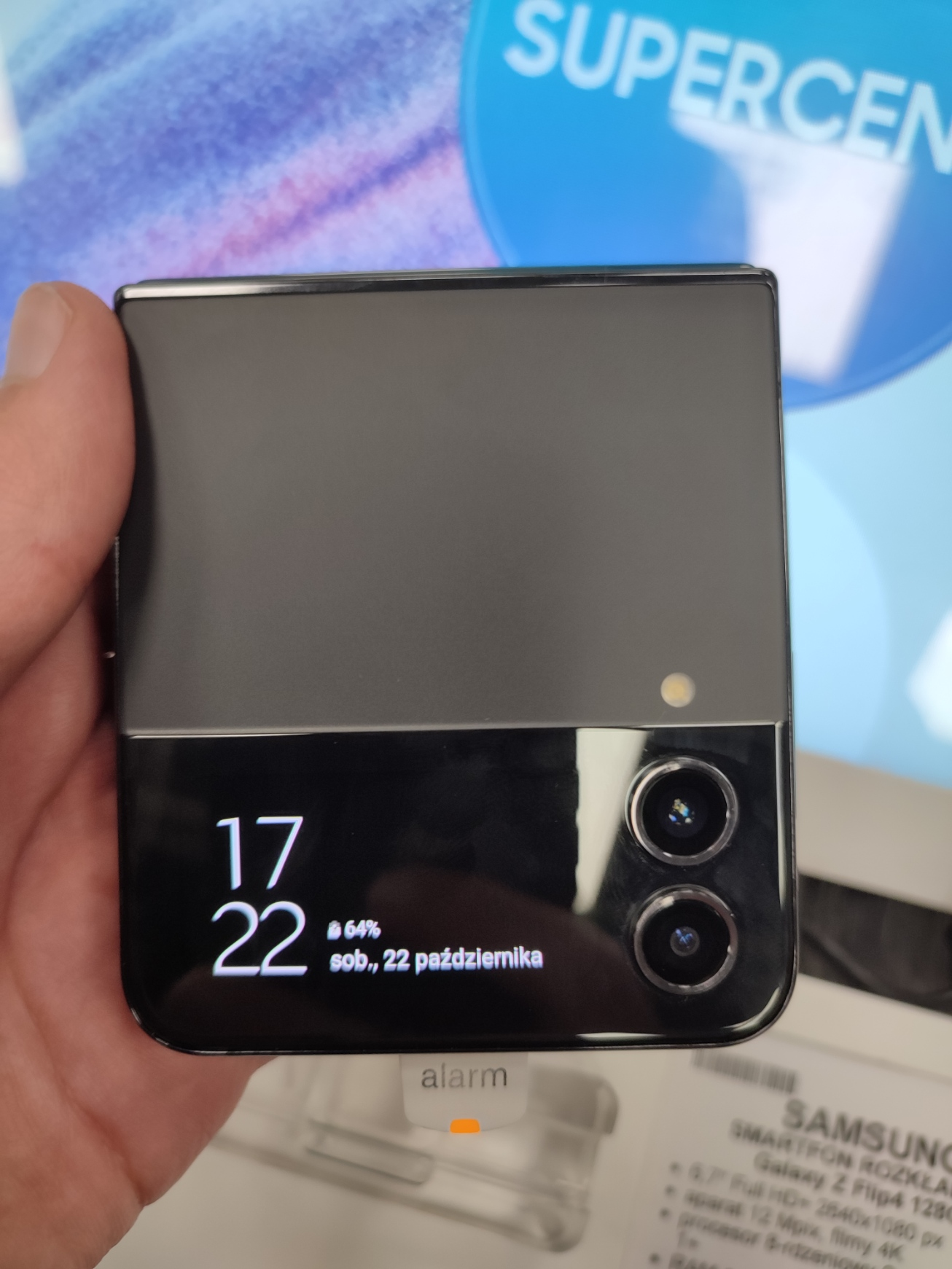
Złożony telefon
Logo telefonu